# Bondi Beach

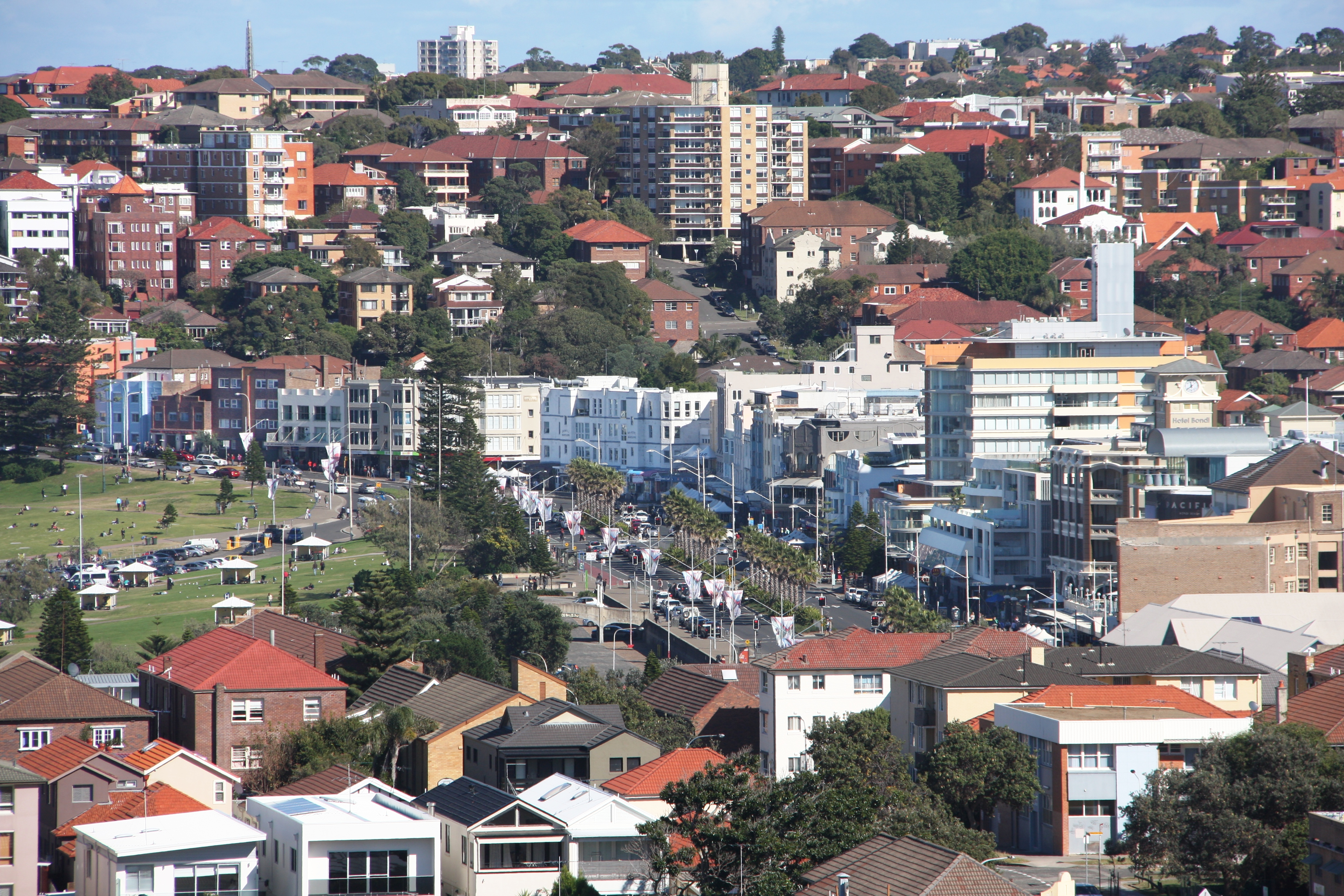
Obchodní čtvrť v Bondi Beach

Bondi Beach je předměstí Sydney. Jméno má podle legendární pláže Bondi. Žije v něm 10 748 lidí.

## Historie
Jméno Bondi pochází z jazyka původních obyvatel Austrálie a znamená voda lámající se nad kameny a také zvuk, který přitom vzniká. O původním osídlení Bondi Beach existují kusé důkazy, které dokumentují, že zde před příchodem Evropanů byla blízko moře komunita původních obyvatel, která se věnovala intenzivní řemeslné výrobě.
V roce 1809 získal oblast dopravní stavitel William Roberts. V roce 1855 koupili toto území Edward Smith Hall a jeho zeť Francis O'Brien a ponechali je přístupné veřejnosti jako rekreační místo k pořádání pikniků a zábav. Později se stala pláž Bondi oficiálně veřejnou pláží.

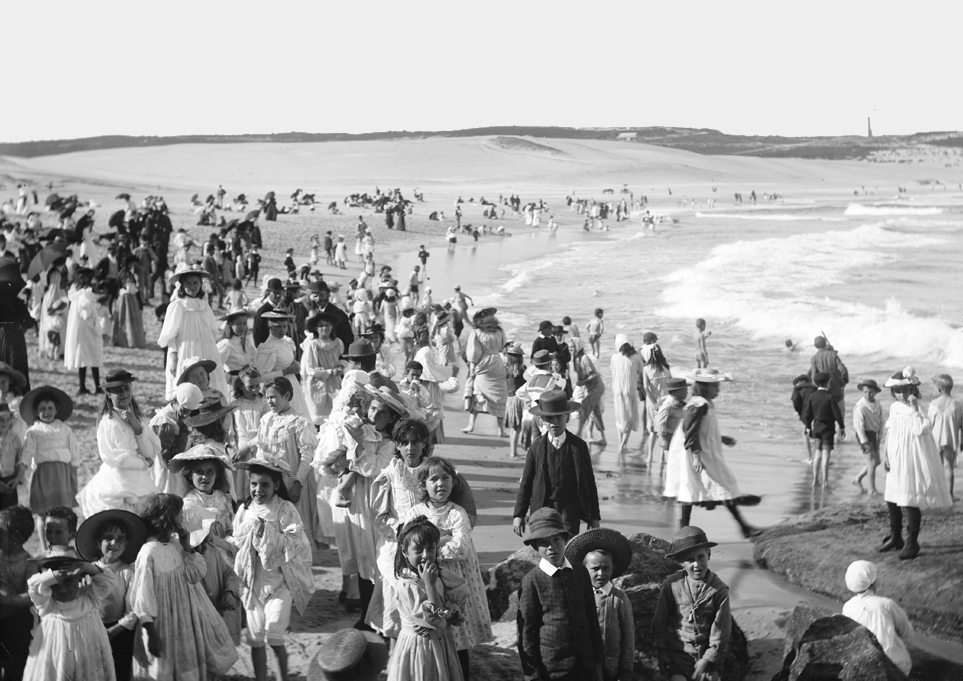
Pláž Bondi Beach kolem roku 1900

V roce 1907 se pláž Bondi stala centrem protestů proti přísným pravidlům oblékání, zvláště žen. V roce 1935 byl přijat předpis místní samosprávy č. 52, kterým byla stanovena pravidla slušného oblékání. Platil až do roku 1961 a byl vynucován pověřenými inspektory, mezi které patřil legendární Aub Laidlaw. Mezinárodní pozornosti se mu dostalo, když z pláže vyvedl americkou herečku Jean Parker, protože její bikini podle jeho rozhodnutí nesplňovaly stanovená pravidla. Již v osmdesátých letech se pak na pláži Bondi rozšířilo koupání a opalování žen bez vrchního dílu plavek, zejména na její jižní části.
Čtvrť Bondi Beach obývali zejména dělníci, mnozí byli přistěhovalci z Nového Zélandu. Po druhé světové válce se tu navíc usadili početní židovští uprchlíci ze Střední a Východní Evropy, takže ve čtvrti vzniklo množství synagog. Další skupinu imigrantů tvořili v pozdější době Samoánci a obyvatelé východoasijských zemí.
V březnu 2020 uzavřela vláda Nového Jižního Walesu pláž poté, co byl překročen australský limit pro shromažďování lidí, stanovený za účelem zpomalení šíření koronaviru.

## Obyvatelstvo
Z necelých 11 tisíc obyvatel se jen menšina narodila v Austrálii, většinu tvoří přistěhovalci nejrůznějšího původu, nejčastěji z Anglie, Nového Zélandu, Irska, Jižní Afriky nebo Spojených států. Jen asi dvě třetiny obyvatel Bondi Beach užívají doma ke komunikaci angličtinu.

## Hospodářství
Základem hospodářství Bondi Beach je turistika, sport a rekreace. Obchodní čtvrť Bondi Beach se nachází kolem Campbell Parade, jsou v ní mnohé hotely, kavárny a obchody. Do registru památek je zapsaný Hotel Bondi z 20. let 20. století, který stojí také na Campbell Parade. Další památkou je Bondi Pavillion z roku 1928, původně budova surfařského klubu s šatnami, nyní komunitní centrum; a také celá pláž s okolím.